# Cassiinae
Sous-tribu
Les Cassiinae sont une sous-tribu de plantes à fleurs dicotylédones de la famille des Fabaceae, de la sous-famille des Caesalpinioideae et de la tribu des Cassieae.
Le genre type du taxon est Cassia.

## Liste des genres
- Cassia
- Chamaecrista
- Senna

## Publication originale
- Wight, R. & Arnott, G.A.W. 1834: Prodr. Fl. Ind. Orient. 280.